# Migdałek gardłowy

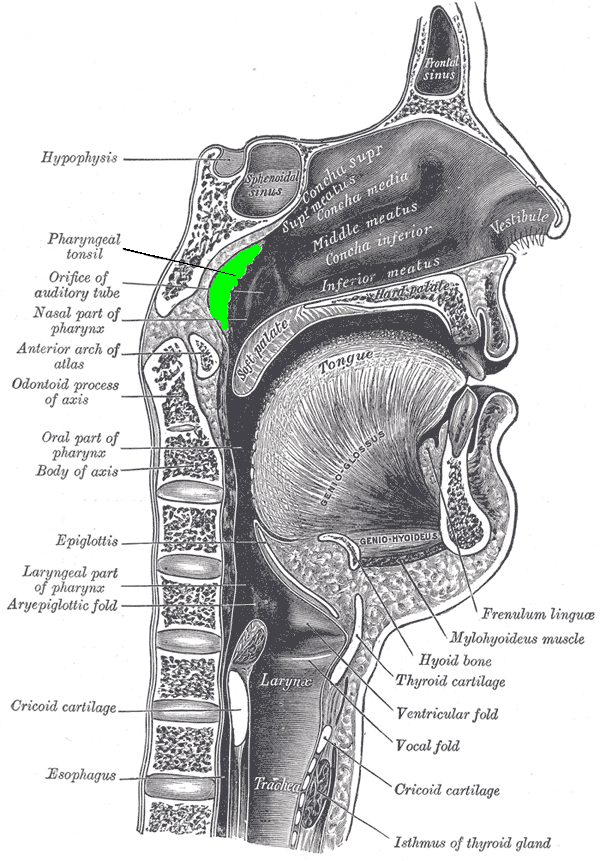
Położenie migdałka gardłowego (zaznaczony na zielono) w części nosowej gardła

Migdałek gardłowy (łac. tonsilla pharyngea) lub wyrośla adenoidalne (łac. vegetationes adenoidales), migdałek trzeci – skupisko tkanki chłonnej w gardle, element pierścienia Waldeyera. Migdałek gardłowy znajduje się w części nosowej gardła, w miejscu przejścia stropu w ścianę tylną. Najbardziej rozwinięty jest u dzieci. Z wiekiem ulega zanikowi, choć u dorosłych czasami obecne są jeszcze jego resztki. Ma kształt czworoboku lub owalu, składa się z 4-6 listewek poprzedzielanych bruzdami (zatoki migdałkowe). Przypomina rozdzielone segmenty pomarańczy. W odróżnieniu od migdałka podniebiennego ma on bardziej powierzchownie ułożone grudki chłonne oraz nie posiada krypt. Pokryty jest nabłonkiem wielorzędowym migawkowym. U dzieci migdałek gardłowy ulega przerostowi – jest to zjawisko fizjologiczne. Jednak czasami przerost ten może być na tyle duży, że manifestuje się wystąpieniem objawów klinicznych (przerost patologiczny). W tym przypadku dziecko powinno być poddane adenotomii lub adeinektomii.